# Helmut Claas
Helmut Claas (* 16. Juli 1926 in Harsewinkel; † 5. Januar 2021) war ein deutscher Unternehmer. Er war bis 1996 geschäftsführender Gesellschafter und bis 2010 Vorsitzender des Aufsichtsrates der Firma Claas.

## Leben
Helmut Claas war der älteste Sohn von Firmengründer August Claas und dessen Frau Paula in Harsewinkel, die eine Landmaschinen-Fabrik mit etwa 100 Mitarbeitern leiteten. Helmut besuchte die Volksschule in Harsewinkel, danach das Evangelisch Stiftische Gymnasium in Gütersloh und machte sein Abitur am Gymnasium Laurentianum Warendorf im September 1946. Er begann eine Ausbildung zum Maschinenschlosser und machte mehrere Praktika, unter anderem bei Miele. Es folgte von 1948 bis 1954 ein Maschinenbaustudium an der TH Hannover, wo er auch sein Diplom erwarb und fortsetzend für ein Jahr Landwirtschaft an der Grande École Nationale d’Agriculture in Paris studierte. Während seines Studiums in Hannover wurde er 1949 Mitglied der katholischen deutschen Studentenverbindung Teuto-Rhenania zu Hannover im CV.
Nach dem Studium gründete Claas eine Vertriebsgesellschaft in Frankreich und trat 1958 in das von seinem Vater und dessen Brüdern gegründete Familienunternehmen ein. Er war zunächst für den technischen Bereich der Firma zuständig. 1962 trat er in die Geschäftsführung ein und übernahm 1978 die Geschäftsleitung als geschäftsführender Gesellschafter. 1996 wurde das Unternehmen in eine Kommanditgesellschaft umgewandelt und Helmut Claas wurde Vorsitzender des Aufsichtsrats und des Gesellschafterausschusses. Seine jüngeren Geschwister Irmgard Baumhüter geb. Claas und Reinhold Claas (* 26. März 1931), Diplom-Wirtschaftsingenieur, sind ebenfalls im Unternehmen tätig.
Im Oktober 2010 gab Helmut Claas den Vorsitz im Aufsichtsrat an seine Tochter Cathrina Claas-Mühlhäuser weiter. Am 24. Oktober 2013 erlitt er einen schweren Autounfall.
Helmut Claas war seit 1962 Mitglied der American Society of Agricultural Engineers und viele Jahre Vorstands- und Präsidiumsmitglied der Firmenvereinigung der Landmaschinen- und Ackerschlepper-Unternehmen im Verband Deutscher Maschinen und Anlagenbau. Er war Träger von vier Ehrendoktorwürden und einer Ehrenprofessur, Ehrenbürger seiner Heimatstadt Harsewinkel und Träger mehrerer Verdienstmedaillen.
Claas war von 1972 bis zu deren Tod im Jahr 2016 mit Erika Claas verheiratet. Er starb am 5. Januar 2021 im Alter von 94 Jahren.

## Wirken
In seiner Tätigkeit bei der Firma Claas meldete Helmut Claas über 100 Patente an.
In seiner aktiven Zeit im Unternehmen wurden der Dominator, nach eigenen Angaben die erfolgreichste Mähdrescherserie Europas, sowie ein Hybrid-Dresch- und Abscheidesystem entwickelt. Die zweite Mähdrescherserie Lexion entstand ebenfalls unter seiner Führung. Mit dem Jaguar konnte Claas die Weltmarktführerschaft mit einem Anteil von etwa 50 Prozent im Bereich der Feldhäcksler erzielen.
Claas setzte sich für das Deutsche Landwirtschaftsmuseum der Universität Hohenheim ein und finanzierte dort eine neue Ausstellungshalle.

## Ehrungen und Auszeichnungen
- 1986: Ehrenbürgerschaft der Stadt Harsewinkel
- 1986: Ehrendoktorwürde der Landwirtschaftlichen Szent-István-Universität in Gödöllő, Ungarn.
- 1987: Verdienstmedaille des Landes Baden-Württemberg
- 1987: Ehrentitel der Agrartechnik-Fakultät der Szent-István-Universität in Gödöllő, Ungarn
- 1998: Ehrendoktorwürde der Universität Cranfield, Großbritannien
- 2000: Ehrendoktorwürde der Universität Hohenheim, Deutschland[4]
- 2002: Ehrenmedaille zum Offizier des Ordens Oranien-Nassau[5]
- 2004: Award of Merit der Institution of Agricultural Engineers[6]
- 2004: Ehrensenator der Universität Hohenheim[7]
- 2006: Ehrendoktorwürde der Angel-Kantschew-Universität Russe in Bulgarien[8]
- 2009: Ehrenprofessor der Gorjatschkin-Universität in Moskau
- 2009: Ritter der Ehrenlegion[9]
- 2013: Professor-Niklas-Medaille in silber des Bundesministerium für Ernährung, Landwirtschaft und Verbraucherschutz[10]